# Charlieho malá tajemství
Charlieho malá tajemství (v originále The Perks of Being a Wallflower) je americký dramatický film režiséra Stephena Chboskyho z roku 2012. Jedná se o adaptaci jeho knihy Ten, kdo stojí v koutě z roku 1999. V hlavních rolích se objevují Logan Lerman, Emma Watsonová a Ezra Miller.
Jedná se o jeden ze tří filmů od producentů Halfona, Malkoviche a Smithe ze společnosti Mr. Mudd Productions, který obsahuje teenagery jako hlavní postavy, další filmy jsou Přízračný svět a Juno. Film se natáčel v Pittsburghu v Pensylvánii, natáčení začalo dne 9. května a skončilo 29. června 2011. Film byl ve Spojených státech vydán do kin dne 21. září 2012, získal pozitivní ohlasy od kritiků a stal se komerčně úspěšným – po celém světě vydělal přes 33 milionů dolarů.

## Obsah filmu
Charlie (Logan Lerman) je nervózní z toho, že začíná první rok na střední škole. Je stydlivý a není schopen si najít žádné přátele, v první den se seznámí pouze se svým učitelem literatury, panem Andersonem (Paul Rudd).
Charlie se spřátelí se dvěma maturanty, Sam (Emma Watsonová) a jejím nevlastním bratrem Patrickem (Ezra Miller). Po fotbalu ho přivedou na středoškolský večírek a pak na domovní party. Charlie nevědomky sní marihuanovou sušenku a je zdrogovaný. Přizná Sam, že jeho nejlepší kamarád spáchal před rokem sebevraždu. Charlie také najde Patricka a Brada (Johnny Simmons), populárního sportovce, jak se líbají v pokoji. Sam si uvědomí, že Charlie nemá žádné další přátele a učiní Charlieho částí jejich skupiny. Charlie souhlasí, že pomůže Sam připravit se na testy SAT, aby se mohla přihlásit na státní univerzitu v Pensylvánii. Při cestě domů z večírku ti tři jedou v tunelu, Sam si stoupne za jízdy a poslouchají píseň, které říkají "Píseň z tunelu".
Během Vánoc skupina zorganizuje hru na tajného Santu. Ačkoliv Sam nebyla Charlieův tajný Santa, tak mu darovala psací stroj. Když se spolu baví o vztazích, tak Charlie přiznává, že ještě nikdy nebyl políben. Sam prozrazuje, že svou první pusu dostala od tátova šéfa, když jí bylo jedenáct let a dodá, že chce aby Charlieho první polibek byl od někoho, kdo ho miluje, a vzápětí Charlieho políbí.
Sam, Patrick a jejich přátelé hrají v místním uvedení muzikálu The Rocky Horror Picture Show. Když není přítomen přítel Sam, tak je Charlie požádán, aby zahrál jeho roli. Ohromí Mary Elizabeth (Mae Whitman), jednu z jejich přátel, a ta ho požádá, jestli by si s ní zatančil na školním plese. Po plese Mary Elizabeth bere Charlieho k sobě domů a zde se políbí. Prohlašuje, že je ráda, že právě on je její přítel.
Mary Elizabeth dominuje vztahu a Charlie je z ní stále více a více podrážděný. Na večírku se rozejdou během hry Pravda nebo odvaha, když Charlie bezmyšlenkovitě políbí Sam poté, co je mu zadán úkol, aby políbil nejkrásnější dívku v místnosti. Sam je na Charlieho rozzuřená. Charlie se vrátí k Patrickovi, a ten mu řekne, aby se držel dál do té doby, než věci vychladnou. Charlie vidí flashbacky smrti své tety Helen (Melanie Lynskey), která zemřela při autonehodě, když mu bylo sedm let.
Patrick se rozejde s Bradem poté, co je Bradův otec společně nachytá a za to Brada zbije přímo před Patrickovýma očima. Ve školní jídelně řekne Brad Patrickovi „buzno“, protože Brad nechce, aby jeho přátelé věděli, že je gay. Patrick zaútočí na Brada, ale Bradovi kamarádi ho zmlátí. Charlie zasáhne, zaútočí na Bradovy přátele, ale ztrácí vědomí. Když zase přijde k sobě, zjistí, že má pohmožděné klouby a kluci se svíjejí na podlaze v bolestech. Charlie pomůže Patrickovi vstát a varuje Brada slovy: „Dotkneš se ještě jednou mých přátel a zabiju tě“. Patrick, Sam a Charlie se usmiřují. Patrick bere Charlieho do parku a popisuje mu, jak se stal svědkem toho, jak Bradův otec svého syna zbil, když zjistil pravdu o něm a Patrickovi. Patrick poté řekne své přání, aby mohl potkat milého kluka a políbí Charlieho, ale vzápětí se mu za to omlouvá. Obejme ho a Charlie objetí opětuje.
Sam dostane dopis, ve kterém je, že je přijata na Pensylvánskou státní univerzitu, že ale musí ihned odjet kvůli letnímu úvodnímu programu. Sam se rozchází s Craigem, když zjistí, že ji celou dobu podváděl. Noc před odjezdem pozve Sam Charlieho do svého pokoje a zeptá se ho: „Proč já i ostatní, co miluji, si vybíráme lidi, kteří s námi špatně zacházejí“, na což jí odpoví slovy: „Přijímáme takovou lásku, kterou si zasloužíme“. Po několika přiznáních se políbí. Když se Sam začne dotýkat Charlieho stehna, tak se odtáhne pryč. Následující ráno se Charlie loučí se Sam i Patrickem. Charlie je zanechán emocionálně otřesen, protože tato událost spustila jeho vzpomínky z dětství.
Charlie vchází do prázdného domu a vidí několik flashbacků s tetou Helen a její smrtí. Charlie volá své sestře (Nina Dobrev) a viní se za smrt své tety. Jeho sestra se domnívá, že Charlie chce spáchat sebevraždu a zavolá na policii. Charlie omdlí, když policie vyrazí dveře a probouzí se až v nemocnici. Doktorka Burton (Joan Cusack), nemocniční psychiatrička, řekne rodičům Charlieho, že jeho teta ho sexuálně zneužívala. Charlie tyto vzpomínky potlačil, protože jí miloval.
Charlie podstoupí terapii s doktorkou Burton, uzdraví se a vrací se domů, kde ho navštíví Sam a Patrick. Sam mu vysvětluje, jaký je život na koleji a řekne mu, že zjistila jméno písně z tunelu – je to píseň „Heroes“ od Davida Bowieho. Tato trojice opět vjíždí do tunelu, kde Charlie znovu políbí Sam a za jízdy si stoupne. Charlie si uvědomí, že se v této chvíli cítí naživu a volá: „Jsme nekoneční“.

## Hrají
| Logan Lerman    | Charlie Kelmeckis                         |
| Emma Watsonová  | Samantha „Sam" Button                     |
| Ezra Miller     | Patrick Stewart                           |
| Mae Whitman     | Mary Elizabeth                            |
| Paul Rudd       | pan Anderson, Charlieho učitel angličtiny |
| Nina Dobrev     | Candace Kelmeckis, Charlieho sestra       |
| Johnny Simmons  | Brad Hayes                                |
| Kate Walsh      | paní Kelmeckis                            |
| Dylan McDermott | pan Kelmeckis                             |
| Melanie Lynskey | teta Helen                                |
| Joan Cusack     | doktorka Burton                           |
| Zane Holtz      | Chris Kelmeckis, Charlieho starší bratr   |
| Reece Thompson  | Craig, Samin přítel z vysoké              |
| Brian Balzerini | Linebacker                                |
| Nicholas Braun  | Ponytail Derek, Candacin přítel           |
| Landon Pigg     | Peter                                     |
| Adam Hagenbuch  | Bob, kamarád Sam a Patricka               |
| Erin Wilhelmi   | Alice                                     |
| Tom Savini      | pan Callahan                              |

## Hudba z filmu
Album The Perks of Being a Wallflower (Original Motion Picture Score) bylo vydáno dne 25. září 2012 a obsahuje hudbu, kterou pro film složil Michael Brook. Bylo vydáno prostřednictvím Lionsgate Records.
| Pořadí | Název                | Autor         | Délka |
| ------ | -------------------- | ------------- | ----- |
| 1.     | First Day            | Michael Brook | 2:32  |
| 2.     | Home Again           | Michael Brook | 1:40  |
| 3.     | Charlie Speaks       | Michael Brook | 2:03  |
| 4.     | Candance             | Michael Brook | 1:46  |
| 5.     | Charlie's Gifts      | Michael Brook | 0:55  |
| 6.     | Kiss Breakdown       | Michael Brook | 5:12  |
| 7.     | Acid                 | Michael Brook | 3:12  |
| 8.     | Charlie's First Kiss | Michael Brook | 3:34  |
| 9.     | Shard                | Michael Brook | 2:47  |

## Soundtrack
| Pořadí | Název                       | Interpret              | Délka |
| ------ | --------------------------- | ---------------------- | ----- |
| 1.     | Could It Be Another Change? | The Samples            | 3:27  |
| 2.     | Come On Eileen              | Dexys Midnight Runners | 4:12  |
| 3.     | Tugboat                     | Galaxie 500            | 3:54  |
| 4.     | Temptation                  | New Order              | 5:22  |
| 5.     | Evensong                    | The Innocence Mission  | 3:40  |
| 6.     | Asleep                      | The Smiths             | 4:10  |
| 7.     | Low                         | Cracker                | 4:34  |
| 8.     | Teen Age Riot               | Sonic Youth            | 6:57  |
| 9.     | Dear God                    | XTC                    | 3:36  |
| 10.    | Pearly-Dewdrops' Drops      | Cocteau Twins          | 4:10  |
| 11.    | Charlie's Last Letter       | Michael Brook          | 1:48  |
| 12.    | Landslide                   | Fleetwood Mac          | 3:20  |

## Ocenění
| Rok  | Název ocenění                                        | Kategorie                                | Oceněný                                    | Výsledek   |
| ---- | ---------------------------------------------------- | ---------------------------------------- | ------------------------------------------ | ---------- |
| 2012 | Boston Society of Film Critics Award                 | Nejlepší herec ve vedlejší roli          | Ezra Miller                                | Vyhrál     |
| 2012 | Boston Society of Film Critics Award                 | Nejlepší herečka ve vedlejší roli        | Emma Watson                                | Nominována |
| 2012 | Chicago Film Critics Association Awards              | Nejlepší adaptovaný scénář               | Stephen Chbosky                            | Nominován  |
| 2012 | Chicago Film Critics Association Awards              | Nejslibnější filmař                      | Stephen Chbosky                            | Nominován  |
| 2012 | Detroit Film Critics Society Awards                  | Průlomový výkon                          | Stephen Chbosky                            | Nominován  |
| 2012 | Detroit Film Critics Society Awards                  | Nejlepší scénář                          | Stephen Chbosky                            | Nominován  |
| 2012 | Detroit Film Critics Society Awards                  | Nejlepší herec ve vedlejší roli          | Ezra Miller                                | Nominován  |
| 2012 | Hollywood Film Festival                              | Spotlight Award                          | Ezra Miller                                | Vyhrál     |
| 2012 | Indiana Film Critics Association Award               | Nejlepší adaptovaný scénář               | Stephen Chbosky                            | Vyhrál     |
| 2012 | National Board of Review Awards                      | Nejlepší film                            | Charlieho malá tajemství                   | Vyhrál     |
| 2012 | Phoenix Film Critics Society Award                   | Nejlepší herec ve vedlejší roli          | Ezra Miller                                | Nominován  |
| 2012 | Phoenix Film Critics Society Award                   | Nejlepší herečka ve vedlejší roli        | Emma Watsonová                             | Nominována |
| 2012 | Phoenix Film Critics Society Award                   | Nejlepší adaptovaný scénář               | Stephen Chbosky                            | Nominován  |
| 2012 | Phoenix Film Critics Society Award                   | Nejvíce přehlížený film                  | Charlieho malá tajemství                   | Nominován  |
| 2012 | Phoenix Film Critics Society Award                   | Nejlepší průlomové vystoupení za kamerou | Stephen Chbosky                            | Nominován  |
| 2012 | San Diego Film Critics Society Award                 | Nejlepší adaptovaný scénář               | Stephen Chbosky                            | Nominován  |
| 2012 | San Diego Film Critics Society Award                 | Nejlepší herečka ve vedlejší roli        | Emma Watsonová                             | Vyhrála    |
| 2012 | San Diego Film Critics Society Award                 | Nejlepší výkon obsazení                  | Obsazení filmu                             | Vyhráli    |
| 2012 | St. Louis Gateway Film Critics Association Award     | Nejlepší herečka ve vedlejší roli        | Emma Watsonová                             | Nominována |
| 2012 | St. Louis Gateway Film Critics Association Award     | Nejlepší adaptovaný scénář               | Stephen Chbosky                            | Nominován  |
| 2012 | Utah Film Critics Association Award                  | Nejlepší adaptovaný scénář               | Stephen Chbosky                            | Vyhrál     |
| 2012 | Washington D.C. Area Film Critics Association Awards | Nejlepší adaptovaný scénář               | Stephen Chbosky                            | Nominován  |
| 2012 | Washington D.C. Area Film Critics Association Awards | Nejlepší výkon mladého herce             | Logan Lerman                               | Nominován  |
| 2013 | Broadcast Film Critics Association Awards            | Nejlepší mladý herec/herečka             | Logan Lerman                               | Nominován  |
| 2013 | Broadcast Film Critics Association Awards            | Nejlepší adaptovaný film                 | Stephen Chbosky                            | Nominován  |
| 2013 | Chlotrudis Award                                     | Nejlepší film                            |                                            | Vyhrál     |
| 2013 | Chlotrudis Award                                     | Nejlepší herec ve vedlejší roli          | Ezra Miller                                | Vyhrál     |
| 2013 | Chlotrudis Award                                     | Nejlepší adaptovaný scénář               | Stephen Chbosky                            | Vyhrál     |
| 2013 | Chlotrudis Award                                     | Nejlepší obsazení                        |                                            | Nominováni |
| 2013 | Mediální cena GLAAD                                  | Vynikající film                          | Charlieho malá tajemství                   | Vyhrál     |
| 2013 | Independent Spirit Award                             | Nejlepší film                            | Stephen Chbosky                            | Vyhrál     |
| 2013 | MTV Movie Awards                                     | Nejlepší ženské vystoupení               | Emma Watsonová                             | Nominována |
| 2013 | MTV Movie Awards                                     | Nejlepší polibek                         | Emma Watsonová a Logan Lerman              | Nominováni |
| 2013 | MTV Movie Awards                                     | Nejlepší průlomové vystoupení            | Ezra Miller                                | Nominován  |
| 2013 | MTV Movie Awards                                     | Nejlepší hudební moment                  | Emma Watsonová, Logan Lerman a Ezra Miller | Nominováni |
| 2013 | People's Choice Awards                               | Nejlepší dramatický film                 | Charlieho malá tajemství                   | Vyhrál     |
| 2013 | People's Choice Awards                               | Nejlepší dramatická filmová herečka      | Emma Watsonová                             | Vyhrála    |
| 2013 | Writers Guild of America Award                       | Nejlepší adaptovaný scénář               | Stephen Chbosky                            | Nominován  |
| 2013 | Teen Choice Awards                                   | Nejlepší drama                           | Charlieho malá tajemství                   | Vyhrál     |
| 2013 | Teen Choice Awards                                   | Herec: Drama                             | Logan Lerman                               | Vyhrál     |
| 2013 | Teen Choice Awards                                   | Herečka: Drama                           | Emma Watsonová                             | Vyhrála    |
| 2013 | Teen Choice Awards                                   | Průlomový herec                          | Ezra Miller                                | Nominován  |
| 2013 | Teen Choice Awards                                   | Nejlepší polibek                         | Emma Watsonová a Logan Lerman              | Nominováni |

## Žebříčky
Film se objevil v několika seznamech nejlepších filmů roku 2012:
| Publikace                              | Umístění |
| -------------------------------------- | -------- |
| Chad Michael Van Alstin, z Blogcritics | 1        |
| MTV                                    | 2        |
| Us Weekly                              | 6        |
| Rope of Silicon                        | 8        |
| Complex                                | 12       |